# ZeroNet
ZeroNet ist ein dezentrales Peer-to-Peer-Netzwerk auf BitTorrent-Basis zur Bereitstellung von Webinhalten. Anstatt über IP-Adressen werden die im Netzwerk veröffentlichten Portale und Webseiten über einen öffentlichen Schlüssel der Public-Key-Kryptographie nach BIP32 (32. Bitcoin Improvement Proposal) identifiziert. Der private Schlüssel ermöglicht dem Eigentümer des Portals sich anzumelden und Änderungen zu veröffentlichen, die dann über das gesamte Netzwerk verbreitet werden. Darüber hinaus wird der Aufruf von .bit-Domains unterstützt, deren Inhalte im ZeroNet-Netzwerk bereitgestellt werden und deren DNS-Einträge auf der Namecoin-Blockchain auf das ZeroNet-Netzwerk verweisen.

## Technik
Die ZeroNet-Anwendung benötigt auf einem Desktop-PC keine Installation und stellt über die localhost-IP-Adresse 127.0.0.1, welche über die auf dem Computer bereits installierten Webbrowser aufgerufen wird, einen ZeroNet-Browser bereit und ermöglicht so den Zugriff auf ZeroNet-Portale. Für Mobiltelefone verfügt die ZeroNet-App über einen implementierten Browser. Die Software ist in Python geschrieben und vollständig quelloffen, Entwicklungsstandort ist hauptsächlich Budapest.
Zum gegenwärtigen Stand gibt es keine Möglichkeit, eine ZeroNet-Seite zu zensieren, solange es noch Teilnehmer gibt, die diese bereitstellen. Obwohl die ZeroNet-Website und Bittorrent-Tracker in der Volksrepublik China blockiert werden, ist es möglich, das Projekt Goldener Schild zu umgehen und das ZeroNet-Netzwerk unter Verwendung eines WireGuard-Tunnels zu erreichen. ZeroNet ist standardmäßig nicht anonymisiert, jedoch können Nutzer ihre IP-Adresse durch die eingebaute Tor-Funktionalität verbergen.
Standardmäßig sind Portale auf eine Größe von 10 Megabyte beschränkt, jedoch hat der Nutzer die Möglichkeit, Portalen mehr Speicherplatz zur Verfügung zu stellen. Portale werden von den Teilnehmern des Netzwerks „Zites“ genannt. ZeroNet unterstützt HTML, CSS und JavaScript. Serverseitige Programmierung in Sprachen wie PHP wird nicht unterstützt, obwohl ZeroNet die Registrierung und Anmeldung an MySQL-Datenbanken ermöglicht, die ebenfalls peer-to-peer verteilt werden.
An der Verwirklichung von Peer-to-Peer-Websites wurde bereits seit einiger Zeit gearbeitet. So wurde von The Pirate Bay der Aufbau eines Netzwerks vorgeschlagen, wie auch von BitTorrent Inc., die das proprietäre Projekt Maelstrom starteten. Ein weiteres alternatives Projekt ist das SAFE Network von MaidSafe, obwohl es bisher keine breite Verwendung gefunden hat und Aussagen zufolge stärker auf Dateispeicherung fokussiert ist. Eine andere Alternative, Beaker Browser, verwendet das P2P-DAT-Dateiprotokoll, um die Erstellung, Bereithaltung und Auslieferung von Websites ohne die Notwendigkeit eines Servers zu ermöglichen.